# Republic XF-103
Republic XF-103 byl americký projekt výkonného stíhacího letounu vyzbrojeného raketami a schopného ničit sovětské bombardéry při letu rychlostí až 3 Machy. Navzdory dlouhému vývoji nikdy nepřekročil fázi makety.

## Vývoj
Americké letectvo v roce 1949 vydalo žádost o pokročilý nadzvukový záchytný letoun pro Aerospace Defense Command. Formálně známý jako Weapon System WS-201A, ale neformálně známý jako interceptor z roku 1954, měl být nadzvukové letadlo se schopností provozu za každého počasí, výkonným palubním zachycovacím radarem a výzbrojí raket vzduch-vzduch. Republic byla jednou ze šesti společností, které předložily návrhy. 2. července 1951 byly tři z návrhů vybrány pro další vývoj, zvětšený XF-92 firmy Convair , který se vyvinul do podoby F-102, Lockheedův design, který vedl k F-104, a AP-57 od společnosti Republic. AP-57 byl pokročilý koncept, který byl postaven téměř výhradně z titanu a byl schopen dosáhnout rychlosti Mach 3 ve výškách nejméně 60 000 stop (18 km).
Model AP-57 byl postaven v plném měřítku v březnu 1953. V červnu 1954 následoval kontrakt na tři prototypy. Práce na prototypech byly zdržovány pokračujícími problémy s titanovou konstrukcí a trvajícími problémy s navrhovaným motorem Wright J67. Smlouva byla později zredukována na jediný prototyp. Nakonec se motor J67 nikdy nedostal do výroby a letouny, pro které byl vybrán, byly nuceny přejít na jiné konstrukce motorů nebo byly úplně zrušeny. Republic navrhla nahrazení J67 za mnohem méně výkonný motor Wright J65. Projekt byl nakonec 21. srpna 1957 zrušen, přičemž nebyly dokončeny žádné prototypy, které by vzlétly.
Návrh dostal krátký odklad v rámci projektu Long-Range Interceptor – Experimental (LRI-X), který nakonec vedl k letounu North American XF-108 Rapier. Součástí tohoto projektu byl vývoj pokročilého pulsně-dopplerovského radaru Hughes AN/ASG-18 a střely GAR-9. Republic navrhla upravit F-103 jako testovací základ pro tyto systémy s přídavnými palivovými nádržemi zabírajícími velkou část původních prostorů pro zbraňové šachty, i když by to nebylo schopno přiblížit se požadavkům na dolet stroje LRI-X. Byla provedena určitá práce na přizpůsobení makety pro umístění 40palcové antény, což vyžadovalo značné zvětšení nosní části. Z návrhu nikdy nic nevzešlo a testování ASG-18/GAR-9 místo toho proběhlo na upraveném letounu Convair B-58 Hustler.

## Specifikace (XF-103)

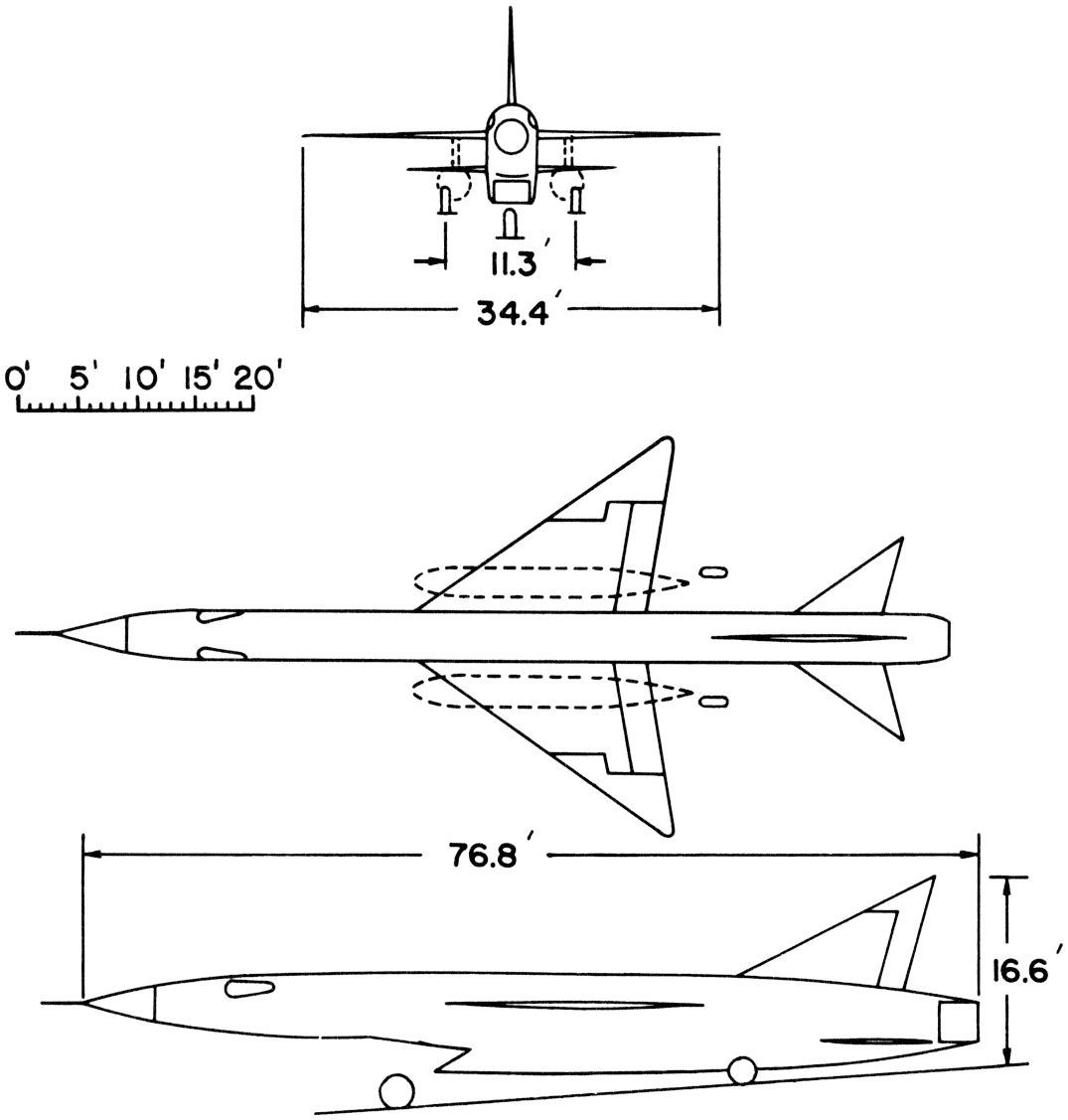
Třípohledový nákres

### Technické údaje
- Osádka: 1 (pilot)
- Rozpětí: 10,5 m
- Délka: 23,5 m
- Výška: 5,1 m
- Nosná plocha: 37,2 m²
- Hmotnost prázdného stroje: 11 317 kg
- Vzletová hmotnost: 17 466 kg
- Maximální vzletová hmotnost: 19 443 kg
- Pohonná jednotka: 1× proudový motor Wright XJ67-W-3 o tahu 15 000 lbf (67 kN)
- Pohonná jednotka: 1× náporový motor Wright XRJ55-W-1 o tahu 18 800 lbf (84 kN)

### Výkony
- Maximální rychlost: Mach 3 (jako proudové letadlo) / Mach 5 (pouze s náporovým motorem)
- Dostup: 80 000 ft (24 390 m)
- Bojový radius: 245 mi (394 km)
- Přeletový dolet: 1 545 mi (2 486 km)
- Počáteční stoupavost: 19 000 ft/min (97 m/s)
- Plošné zatížení: 96 lb/sq ft (470 kg/m2)
- Poměr tah/hmotnost: 0,57 (jen s přídavným spalováním); 0,95 (s přídavným spalováním a náporovým motorem)

### Výzbroj
- 36 FFAR raket ráže 2,75 in (70 mm)

a
- 6 střel GAR-1/GAR-3 AIM-4 Falcon

nebo
- 4 střely GAR-1/GAR-3 AIM-4 Falcon
- 2 rakety vzduch-vzduch s jadernou hlavicí